# Liste deutschsprachiger Schriftsteller/A

## Ab
- Thomas Abbt (1738–1766)
- Isabel Abedi (1967)
- Bernhard Abeken, Pseudonym Ernst Andolt (1826–1901)
- Caspar Abel (1676–1763)
- Hans Karl Abel (1876–1951)
- Matthias Abele von und zu Lilienberg (1616/1618–1677)
- Heinz Abosch (1918–1997)
- Abraham a Sancta Clara, eigentlich Johann Ulrich Megerle (1644–1709)
- Peter Abraham (1936–2015)
- Hans Aßmann Freiherr von Abschatz (1646–1699)
- Alexander Abusch (1902–1982)

## Ac
- Anna Maria Achenrainer (1909–1972)
- Franz Heinrich Achermann (1881–1946)
- Arthur Achleitner (1858–1927)
- Friedrich Achleitner (1930–2019)
- Herbert Achternbusch (1938–2022)
- Walter Ackermann (1903–1939)
- Wilhelm August Ackermann (1793–1865)
- Jürg Acklin (1945)

## Ad
- Engelbert Adam (1850–1919)
- Ernst Adam (1879–1919)
- Karl Adam (1849–1916)
- Max Adam, eigentlich Gerd Müller (1952)
- Friedrich Wilhelm Adami (1816–1893)
- Andreas Adersbach (1610–1660)
- Leonhard Adelt (1881–1945)
- Johann Christoph Adelung (1732–1806)
- Hans Adler (1880–1957)
- Hans Günther Adler (1910–1988)
- Katharina Adler (Autorin) (* 1980)
- Katharina Adler (Publizistin) (1919–2010)
- Paul Adler (1878–1946)
- Eufemia von Adlersfeld-Ballestrem (1854–1941)
- Gerd Adloff (1952)
- Roland Adloff (1956)
- Karl Adolph (1869–1931)
- Rudolf Adolph (1900–1984)
- Brigitte Adolphsen (1883–1968)

## Ae
- Kurt Aebli (1955)
- Alphons Aeby (1885–1941)
- Uli Aechtner (1952)
- Kathrin Aehnlich (1957)
- Hermann Aellen (1887–1939)

## Ah
- Luise Ahlborn (1834–1921)
- Charlotte von Ahlefeld (1781–1849)
- Leopold Ahlsen, eigentlich Helmut Alzmann (1927–2018)
- Hans Ahner (1921–1994)
- Martin Ahrends (1951)
- Barbara Ahrens (1945)
- Henning Ahrens (1964)

## Ai
- Wilhelmine Aichbichler (1904–2002)
- Wolf von Aichelburg (1912–1994)
- Gerhard Aichinger (1900–1978)
- Ilse Aichinger (1921–2016)
- Bernhard Aichner (1972)
- Fridolin Aichner (1912–1987)
- Christoph Wilhelm Aigner (1954)

## Al
- A. LaRé (1960)
- Alastair, eigentlich Hans-Henning von Voigt (1887–1969)
- Paul Albers, (1852–1929)
- L. Albert, eigentlich Albert Ludwig Herrmann (1886–1945)
- Max Albert (1905–1976)
- Michael Albert (1836–1893)
- Conrad Alberti, eigentlich Sittenfeld (1862–1918)
- Aegidius Albertinus (1560–1620)
- Jürgen Alberts (1946)
- Marita Alberts (1946)
- Elisabeth Albertsen (1939)
- Johann Georg Albini (1624–1679)
- Johann Georg Albini der Jüngere (1659–1714)
- Michael Albinus,"dantiscus" (1610–1653)
- Albrecht von Kemenaten (13. Jh.)
- Erwin F. B. Albrecht (1897–1971)
- Hermann Anton Albrecht (1835–1906)
- Johann Friedrich Ernst Albrecht (1752–1814)
- Paul Albrecht, Pseudonym Hans Hardt (1863–nach 1935)
- Richard Albrecht (1945)
- Sophie Albrecht (1757–1840)
- Anita Albus (1942–2024)
- Albrecht von Eyb (1420–1475)
- Albrecht von Halberstadt (um 1180–1250)
- Elisabeth Alexander (1922–2009)
- Willibald Alexis, eigentlich Georg Wilhelm Heinrich Häring (1798–1871)
- Stephan Alfare (1966)
- Susanne Alge (1958–2022)
- Luise Algenstaedt (1861–1947)
- Gabrielle Alioth (1955)
- Urs Allemann (1948–2024)
- Kristiane Allert-Wybranietz (1955–2017)
- Katherine Allfrey (1910–2001)
- Hermann Allmers (1821–1902)
- Khalid Al-Maaly (1956)
- Eva Almstädt (1965)
- Jenny Aloni (1917–1993)
- Hans Joachim Alpers (1943–2011)
- Ellen Alpsten (1971)
- Otto Alscher (1880–1944)
- Sabine Alt (1959)
- Peter Altenberg, eigentlich Richard Engländer (1859–1919)
- Matthias Altenburg (1958)
- Wolfgang Altendorf (1921–2007)
- Ludwig Altenhöfer, Pseudonym Victor Petit (1921–1974)
- Peter Paul Althaus (1892–1965)
- Theodor Althaus (1822–1852)
- Matthias Altmann (1790–1880)
- René Altmann (1929–1978)
- Karl Altrichter (1844–1917)
- Nessa Altura (1951)
- Volker H. Altwasser (1969)
- Ludwig von Alvensleben (1800–1868)
- Paul Alverdes (1897–1979)
- Eva-Maria Alves (1940–2021)

## Am
- Elisabeth Aman (1888–1966)
- Jürg Amann (1947–2013)
- Gerhard Amanshauser (1928–2006)
- Martin Amanshauser (1968)
- Axel von Ambesser (1910–1988)
- Gwendolyn von Ambesser (1949)
- Gustinus Ambrosi (1893–1975)
- Gerhard Amendt (1939)
- Günter Amendt (1939–2011)
- Carl Amery, eigentlich Christian Anton Mayer (1922–2005)
- Jean Améry (1912–1978)
- Daniel Amor (1973)
- Nicole Amrein (1970)
- Sven Amtsberg (1972)
- Gerhard Amyntor, eigentlich Dagobert von Gerhardt (1831–1910)

## An
- Heinrich Anacker (1901–1971)
- Eugen Andergassen (1907–1987)
- Günther Anders, eigentlich Günther Stern (1902–1992)
- Richard Anders (1928–2012)
- Alfred Andersch (1914–1980)
- Sascha Anderson (1953)
- Reinhold Andert (1944)
- Marie Andrae-Romanek (1854–1945)
- Illa Andreae (1902–1992)
- Johann Valentin Andreae (1586–1654)
- Wilhelm Andreae (1822–1872)
- Fred Andreas (1898–1975)
- Lou Andreas-Salomé (1861–1937)
- Eduard Andrés (1900–1972)
- Stefan Andres (1906–1970)
- Andreas Andresen (1828–1871)
- Leopold Andrian (1875–1951)
- Hartmut Andryczuk (1957)
- Ernst Angel (1894–1986)
- Walter Angel (1883–1954)
- Angelus Silesius, eigentlich Johann Scheffler (1624–1677)
- August Angenetter, Pseudonym Alpha (1876–1944)
- Gerda Anger-Schmidt (1943–2017)
- Ludwig Valentin Angerer (1938)
- Fred A. Angermayer (1889–1951)
- Gustl Angstmann (1947–1998)
- Friedrich Ani (1959)
- Cornelia Anken (1967)
- Max Annas (1963)
- Hedwig Anneler (1888–1969)
- Albert Otto Anschütz (1890–1945)
- Oskar Ansull (1950)
- Otto Anthes (1867–1954)
- Alfred Antkowiak (1925–1976)
- Anton Ulrich von Braunschweig-Lüneburg (1633–1714)
- Gunter Antrak (1941)
- Oskar Anwand (1872–1946)
- Thomas Anz (1948)
- Johann Nepomuk Anzengruber (1810–1844)
- Ludwig Anzengruber (1839–1889)

## Ap
- August Apel (1771–1816)
- Theodor Apel (1811–1867)
- Bruno Apitz (1900–1979)
- Renate Apitz (1939–2008)
- Johann Conrad Appenzeller (1775–1850)

## Ar
- Kurt Aram, eigentlich Hans Fischer (1869–1934)
- Erich Arendt (1903–1984)
- Bernard Arens (1873–1954)
- Birgitta Arens (1948)
- Wilhelm Arent (1864–nach 1913)
- Ewald Arenz (1965)
- Ariel Aretino (1917)
- Gertrude Aretz (1889–1938)
- Jakob Arjouni (1964–2013)
- Renato Arlati (1936–2005)
- Jochen Arlt (1948)
- Friedrich Wilhelm Arming (1805–1864)
- Wilhelm Arminius, eigentlich Wilhelm Hermann Schultze (1861–1917)
- Frank Arnau, eigentlich Heinrich Schmitt (1894–1976)
- Hans Arndt (1909/1911–1995)
- Bruno Arndt (1874–1922)
- Ernst Moritz Arndt (1769–1860)
- Johann Arndt (1555–1621)
- Martin von Arndt (1968)
- Edwin Arnet (1901–1962)
- Achim von Arnim (1781–1831)
- Bettina von Arnim (1785–1859)
- Gabriele von Arnim (1946)
- Gisela von Arnim (1827–1889)
- Antonia Arnold (1922–2007)
- Gottfried Arnold (1666–1714)
- Hans Arnold, Pseudonym John Ray-Atkinson (1886–1961)
- Heinz Ludwig Arnold (1940–2011)
- Ignaz Ferdinand Arnold (1774–1812)
- Johann Georg Daniel Arnold (1780–1829)
- Johannes Arnold (1928–1987)
- Paul Johannes Arnold (1884–?)
- Wolf-Rüdiger Arnold, auch Wolf Arnold (1939)
- Melanie Arns (1980)
- Benedikt Arnstein (1758–1841)
- Marliese Arold (1958)
- Edith Aron (1923–2020)
- Hans Arp (1886–1966)
- H. C. Artmann (1921–2000)
- Cäsar von Arx (1895–1949)

## As
- Wilhelm Ernst Asbeck (1881–1947)
- Udo Aschenbeck (1939–1995)
- Hans Aschenborn (1888–1931)
- Eva Aschenbrenner (1924–2013)
- Robert Ascher (1883–1933)
- Saul Ascher (1767–1822)
- Katrin Askan (1966)
- Herbert Asmodi (1923–2007)
- Georg Asmussen (1856–1933)
- Ruth Aspöck (1947)
- Ludmilla Assing (1821–1880)
- David Jakob Assur (1810–1869)
- Arnfrid Astel (1933–2018)
- Karl Heinrich Aster (1782–1855)
- Louise Aston (1814–1871)

## Au
- Annemarie in der Au (1924–1998)
- Victor Auburtin (1870–1928)
- Jakob Audorf (1835–1898)
- Walter Aue (1930–2024)
- Annemarie Auer (1913–2002)
- Ludwig Auer (1839–1914)
- Margit Auer (* 1967)
- Martin Auer (1951)
- Richard Auer (* 1965)
- Alfred Auerbach (1873–1954)
- Berthold Auerbach (1812–1882)
- Ludwig Auerbach (1840–1882)
- Raoul Auernheimer (1876–1948)
- Annemarie von Auerswald (1876–1945)
- Joseph von Auffenberg (1798–1857)
- Hans Aufricht-Ruda (1899–1970)
- Ernst Augustin (1927–2019)
- Ferdinand von Augustin (1807–1861)
- Waldemar Augustiny (1897–1979)
- Anton Aulke (1887–1974)
- Reinhold Aumaier (1953)
- Ludwig Aurbacher (1784–1847)
- Rose Ausländer (1901–1988)
- Rose Austerlitz, Pseudonym A. Rose (1876–1939)

## Av
- Ava von Göttweig (etwa 1060–1127)
- Friedrich Christian Benedikt Avé-Lallemant (1809–1892)
- Ferdinand Avenarius (1856–1923)
- Elise Averdieck, eigentlich Adele Kühner (1808–1907)

## Ax
- Elisabeth Axmann (1926–2015)
- Renate Axt (1934–2016)
- Franz Axter (1772–1808)

## Ay
- May Ayim (1960–1996)
- Armin Ayren (1934–2024)
- Cornelius Hermann von Ayrenhoff (1733–1819)
- Jakob Ayrer (1544–1605)
- Thomas Ays (* 1977)